# Огнена земя
 Тази статия е за архипелага.  За провинцията на Аржентина вижте Огнена земя (провинция).  
Огнена земя (на испански: Tierra del Fuego) е архипелаг, разположен в южната част на Южна Америка между Магелановия проток и протока Дрейк и между Атлантическия и Тихия океан. Той е част от природогеографската област Патагония. Намира се на координати 54° ю. ш. 70° з. д. / 54° ю. ш. 70° з. д.. Името на архипелага е дадено от Фернандо Магелан, който е първият европеец, минал край него през 1520 г., заради многобройните напалени по бреговете от местните жители огньове.
Включва над 40 хил. острова. Най-големият остров от архипелага е Огнена земя (или Големият остров на Огнена земя), с площ от 48 100 km². На архипелага е и най-южната точка на континента – Нос Хорн. На него живее племето она. Общо населението е около 250 хил. души.
През 1881 г. островите на архипелага са разделени между Аржентина и Чили. Аржентинската част от архипелага е обособена в провинция Огнена земя, Антарктида и острови в Южния Атлантик. Най-големият град в нея и най-южен град на планетата е Ушуая (Ушоае, Ушоайе). На чилийския остров Наварино се намира най-южното населено място на планетата – рибарското село Пуерто Торо с население 36 души.